# Scinax blairi
Scinax blairi és una espècie de granota de la família dels hílids endèmica de Colòmbia. Aquesta espècie és coneguda des dels Plans de Colòmbia (departaments d'Arauca, Meta i Guaviare), des del nivell del mar 200-500m. La zona és un "encreuament prop del Riu Guaviare i Riu Ariari, Guaviare, Colòmbia". Es tracta d'una espècie terrestre i d'aigua dolça. Els seus hàbitats naturals inclouen sabanes seques, maresmes d'aigua dolça, pastures, plantacions, jardins rurals, estanys, terres d'irrigació, zones agrícoles inundades, canals i dics. No hi ha amenaces conegudes per a la supervivència d'aquesta espècie, ja que és una espècie molt comuna i adaptable. L'espècie no es troba dins de les àrees protegides, però no es creu que sigui necessari tenint en compte la seva capacitat d'adaptació a la pertorbació de l'hàbitat. Una determinació de la seva distribució exacta seria útil.